# ネメシス (戯曲)
『ネメシス』（Nemesis）は、ノーベル賞を遺したアルフレッド・ノーベル作の4幕の悲劇。韻文で書かれている。亡くなる直前に書かれ、死の床にある間に印刷された。しかし、ノーベルの死後、印刷物は3部を残して破棄された。現存する版（スウェーデン語とエスペラント語）は、2003年にスウェーデンで出版されたもので、エスペラント版からスロベニア語版にも翻訳された。
2005年、Richard Turpin演出、Rickard Forsgren、Sara Isaksson（ベアトリーチェ・チェンチ役）主演で、Strindbergs Intima劇場にて初演された。また、スウェーデンの女流作家リサ・マークルンドの推理小説『ノーベルの遺言』（2006年）もこの劇にインスパイアされたものである。